# 鄧弗林 (伊利諾伊州)
鄧弗林（英語：Dunfermline）是位於美國伊利諾伊州富爾頓縣的一個村落。

## 地理
鄧弗林的座標為40°29′30″N 90°01′53″W / 40.49167°N 90.03139°W，而該地最高點為海拔高度194米（即636英尺）。

## 人口
根據2010年美國人口普查的數據，鄧弗林的面積為0.34平方千米，當中陸地面積為0.34平方千米，而水域面積為0.00平方千米。當地共有人口300人，而人口密度為每平方千米882人。